# 珠洲站

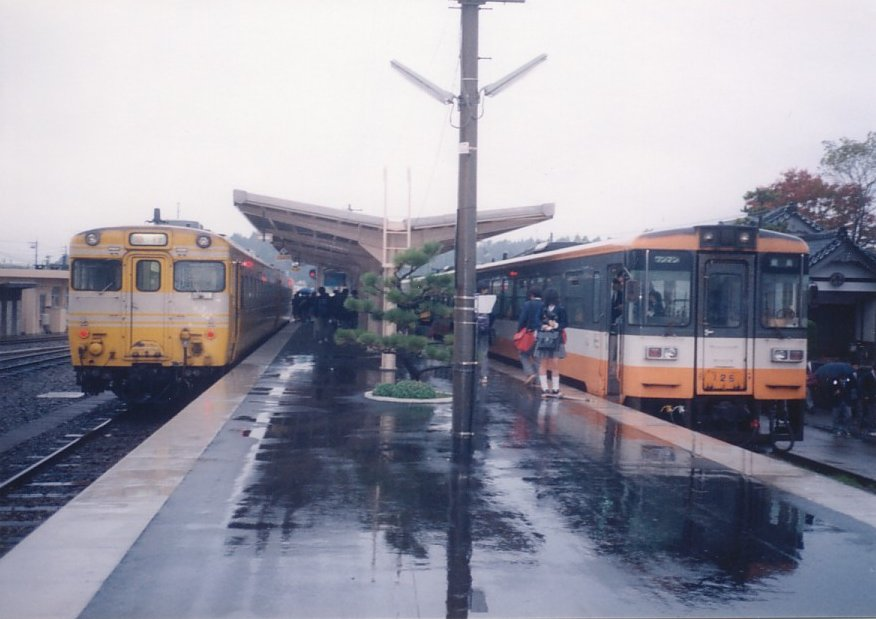
能登鐵道NT100形和急行「能登路」（左邊）
（1996年11月1日）

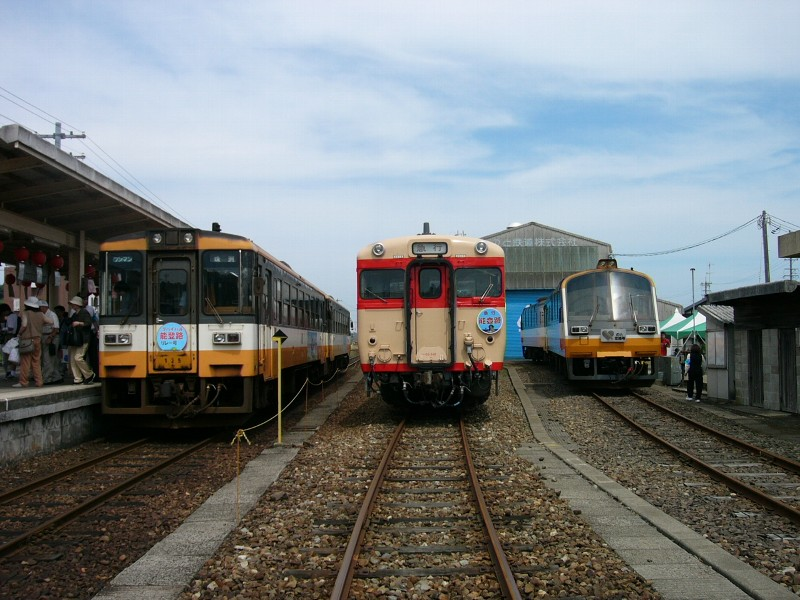
廢除前行走的「復活能登路」的接力號，與「能登戀路」號列車（2004年8月1日）

珠洲站（日语：／ Suzu eki */?）是位於石川縣珠洲市野野江町，能登鐵道的能登線車站（廢站）。

## 歷史
- 1964年（昭和39年）9月21日 - 日本國有鐵道（國鐵）能登線松波至蛸島之間開通[1][2][3][4]，車站啟用。
- 1981年（昭和56年）11月20日 - 結束處理貨物。
- 1987年（昭和62年）4月1日 - 伴隨國鐵分割民營化，車站由西日本旅客鐵道（JR西日本）營運。
- 1988年（昭和63年）3月25日 - 能登線由能登鐵道繼承[2][3][4]。
- 2005年（平成17年）4月1日 - 能登線廢除，此站也被廢除[2][3]。
在2005年3月31日，能登線最後一班列車是從穴水站出發前往此站，該列車以4卡編成。當該列車到達此站後，前面1輛的不載客列車從此站離開前往蛸島站，該車輛停在蛸島站前約300米處。其餘後方3輛以不載客列車的名義折返至穴水。
- 2009年（平成21年）2月10日 - 車站大樓和車廠的拆毀工程完成。
- 2010年（平成22年）3月25日 - 車站遺址變成道之驛珠洲Nari（日语：道の駅すずなり）。

## 車站構造
截至車站廢除前，車站是一座地面車站，設有1面2線的島式月台、側線和車廠。此站是直營車站。此站設有列車作夜間停泊。此站是能登線內的其中一座主要車站，設有列車從此站到發，以及長時間停車。車站大樓與月台之間設有站內平交道，橫越數條路軌。
車站大樓為一座平房。車站後方設有石川縣立飯田高等學校和珠洲市綜合醫院，月台上設有出入口通道連接上述兩處地方。在廢站後，為了方便居民來往車站南北兩處，於毎日上午8時至下午5時，人們可穿越站內通道。
在能登鐵道接管當初，尾班車是在穴水於晚上9時時段出發，到達此站的時間是晚上11時半。

## 使用狀況
根據「石川縣統計書」，以下為廢站前各年度1日平均乘車人次列表。
| 年度   | 1日平均 乘車人次 |
| ------ | ---------------- |
| 1990年 | 408              |
| 1991年 | 420              |
| 1992年 | 431              |
| 1993年 | 420              |
| 1994年 | 414              |
| 1995年 | 366              |
| 1996年 | 477              |
| 1997年 | 411              |
| 1998年 | 374              |
| 1999年 | 362              |
| 2000年 | 344              |
| 2001年 | 282              |
| 2002年 | 223              |
| 2003年 | 201              |
| 2004年 | 200              |

## 車站周邊
- 珠洲市綜合病院
- 珠洲站前郵局
- 石川縣立飯田高等學校（日语：石川県立飯田高等学校）
- 珠洲市立綠丘中學（日语：珠洲市立緑丘中学校）
- 珠洲市立健民體育館、武道館
- JA珠洲市（日语：珠洲市農業協同組合）本部、附設葬祭會館和中央分店

## 巴士路線
曾經西日本JR巴士的巴士路線會駛入此站內。現時，北陸鐵道集團的子公司北鐵奧能登巴士於此站設有車廠（飯田分所）。除了部分一般路線外，前往金澤市方向的特急巴士（珠洲特急線）也會停靠在站前。
在廢站前的巴士站名稱為「珠洲站前」。在廢站後的2005年（平成17年）4月1日起，除了市區循環巴士和小屋線（鶯號）外，巴士站名稱改為「昭和橋」。在2010年（平成22年）4月1日起，所有路線之巴士站名稱統一為「珠洲Nari館前」。

## 現況
在廢站後，此站的車站大度一度被保存。後來，珠洲市把候車室和車站事務室改裝變成奧能登珠洲Nari市場，該處專賣當地特產。
後來在2008年（平成20年）尾，珠洲市再購入車廠等鄰近設施。在翌年2009年（平成21年）1月至2月之間把車站大樓拆毀，以便重建多用途廣場和停車場。車廠遺址重建了上述的市場，同時建設了巴士總站和巴士車廠。在2010年（平成22年）4月3日，這個地方變成了道之驛珠洲Nari（日语：道の駅すずなり）。

## 相鄰車站
能登鐵道
能登線
飯田－珠洲－正院

## 注腳
1. ↑  . 交通新聞 (交通新聞社). 1993-03-23: 8 （日语）.
2. 1 2 3   (PDF). 能登町広報情報推進課. 2017-04-01  [2021-02-23] （日语）.
3. 1 2 3  寺田裕一. . Neko出版. 2010-12-29: 9. ISBN 978-47770-1091-2 （日语）.
4. 1 2  . 中日新聞Web. 2020-12-05  [2021-02-23]. （原始内容存档于2022-02-17） （日语）.
5. ↑  交通公社之時間表　復刻版　1988年3月號